# Cactus Jack Records
Cactus Jack Records è un'etichetta discografica statunitense fondata dal rapper Travis Scott nel 2017.

## Storia
Nel marzo 2017, Scott ha annunciato che avrebbe lanciato la propria etichetta discografica, denominata Cactus Jack Records. Durante un'intervista, Scott ha detto: "Non lo faccio per avere il controllo finanziario sulla mia musica. Voglio prima di tutto aiutare altri artisti, lanciare nuovi nomi, per fornire opportunità. Voglio farlo. per loro quello che è successo a me, ma meglio."  Nel settembre 2017, Smokepurpp ha firmato per l'etichetta, ma ha lasciato qualche tempo dopo nel 2019.
Il 17 dicembre, il duo hip-hop Huncho Jack (composto da Scott e Quavo del trio hip-hop Migos) ha pubblicato il suo album di debutto Huncho Jack, Jack Huncho sotto l'etichetta. Huncho Jack, Jack Huncho ha raggiunto la terza posizione della Billboard 200.
Nel febbraio 2018, Sheck Wes ha firmato per la Cactus Jack in un accordo congiunto con Interscope Records e la GOOD Music di Kanye West.
Il 10 marzo, Wes ha annunciato il suo album di debutto in studio intitolato Mudboy, che è stato rilasciato il 5 ottobre. Il 3 agosto Scott ha pubblicato il suo terzo album in studio Astroworld. Più tardi quel mese, Don Toliver ha firmato per l'etichetta dopo essere apparso nella canzone di Astroworld Can't Say. Astroworld si è piazzato al primo posto nella Billboard 200 mentre Mudboy ha raggiunto la diciassettesima posizione.
Il 29 novembre 2019, Scott ha annunciato la prima compilation dell'etichetta intitolata JackBoys, che è stata rilasciata il 27 dicembre. La compilation ha raggiunto nel 2020 la prima posizione della Billboard 200, diventando il primo numero uno del decennio.
Il 13 marzo 2020, Toliver ha pubblicato il suo album di debutto in studio intitolato Heaven or Hell sotto l'etichetta che era supportato da tre singoli: No Idea, Can't Feel My Legs e Had Enough. L'album si posizionò al numero 7 della Billboard 200.
Il 24 aprile, Scott e Kid Cudi hanno pubblicato sotto il nome di The Scotts un singolo omonimo.
Il 21 luglio 2020, la produttrice discografica canadese WondaGurl ha firmato un accordo editoriale mondiale con la divisione editoriale di Cactus Jack, Cactus Jack Publishing e Sony/ATV Music Publishing, in collaborazione con la sua etichetta discografica e casa editrice, Wonderchild Music.

## Composizione

### Artisti attuali
| Artista                               | Anno d'entrata nella Cactus Jack | Note                                                                        |
| ------------------------------------- | -------------------------------- | --------------------------------------------------------------------------- |
| Travis Scott                          | Fondatore (2017)                 | In collaborazione con Epic e Grand Hustle                                   |
| Chase B                               | 2017                             | In collaborazione con Columbia                                              |
| Huncho Jack (Travis Scott e Quavo)    | 2017                             | In collaborazione con Quality Control, Epic, Capitol, Grand Hustle e Motown |
| Sheck Wes                             | 2018                             | In collaborazione con Interscope e GOOD Music                               |
| Don Toliver                           | 2018                             | In collaborazione con Atlantic e We Run It                                  |
| Luxury Tax                            | 2019                             | In collaborazione con 808 Mafia                                             |
| JackBoys                              | 2019                             | In collaborazione con Epic                                                  |
| WondaGurl                             | 2020                             | In collaborazione con Sony/ATV e Wondachild                                 |
| The Scotts (Travis Scott e Kid Cudi)  | 2020                             | In collaborazione con Epic, Republic e Wicked Awesome                       |
| Franchise (Travis Scott e Young Thug) | 2020                             | In collaborazione con Epic, Atlantic, 300 e YSL Records                     |
| SoFaygo                               | 2021                             |                                                                             |
| Wallie the Sensei                     | 2021                             |                                                                             |

### Artisti precedenti
- Smokepurpp (2017-2019; in collaborazione con Alamo e Interscope; Lascia la casa discografica per motivi sconosciuti)
- Malu Trevejo (2021; Lascia 3 settimane dopo aver firmato per la casa discografica)

## JackBoys
I JackBoys sono un collettivo musicale hip hop statunitense, fondato da Travis Scott nel 2019 e formato dagli artisti della Cactus Jack Records. Il collettivo ha pubblicato una raccolta, JackBoys. Nel 2025 il Gruppo ha pubblicato il loro secondo album JackBoys 2

### Formazione[3]
- Travis Scott
- Sheck Wes
- Don Toliver
- Luxury Tax 50
- Chase B
- SoFaygo
- Wallie the Sensei
- Wonda Gurl

### Discografia

#### Raccolte
- 2019 – JackBoys (con Travis Scott)
- 2025 – JackBoys 2 (con Travis Scott)

#### Singoli
- 2019 – Out West (con Travis Scott feat. Young Thug)